# جاي ماكلين
جاي ماكلين (بالإنجليزية: Jay McLean)‏ هو طبيب وجراح أمريكي، ولد في 1890 في سان فرانسيسكو في الولايات المتحدة، وتوفي في 1957.